# FKラクタシ
FKラクタシ（FK Laktaši）は、ボスニア・ヘルツェゴビナのスルプスカ共和国ラクタシをホームタウンとするサッカークラブである。

## 歴史
1958年にラクタシュキ・スポルツキ・クルブ (LSK : Laktaški sportski klub) として創設された。10年後に一時的に活動を停止したが、1974年にフドバルスキ・クルブ・ラクタシ (Fudbalski klub Laktaši) として再創設された。
2007年にプルヴァ・リーガRSで優勝してプレミイェル・リーガに昇格し、2007年から2010年までの3シーズン所属した。2009-10シーズンはプレミイェル・リーガで下から2番目の15位に終わり、最下位のFKモドリチャと共にプルヴァ・リーガRSに降格した。

## 獲得タイトル
- プルヴァ・リーガRS：1回
  - 2006-07